# Жорнище (Луцький район)
Жо́рнище — село в Україні, у Луцькому районі Волинської області. Входить до складу Олицької міської громади. Населення становить 959 осіб.

## Географія
Село розташоване на лівому березі річки Осинище, лівої притоки Путилівки.

## Населення
Згідно з переписом УРСР 1989 року чисельність наявного населення села становила 948 осіб, з яких 443 чоловіки та 505 жінок.
За переписом населення України 2001 року в селі мешкало 959 осіб.

### Мова
Розподіл населення за рідною мовою за даними перепису 2001 року:
| Мова       | Відсоток |
| ---------- | -------- |
| українська | 99,90 %  |
| російська  | 0,10 %   |